# Anki Lidén
Anna Catarina Anki Lidén (Mölltorp, 5 april 1947) is een Zweeds actrice. 

## Privé
Lidén is sinds 1988 getrouwd. Lidén heeft twee zoons uit twee huwelijken. Haar oudste zoon Anton Körberg, geboren op 19 september 1977, is een Zweedse televisiepresentator, muzikant en acteur. In 1989 werd haar tweede zoon geboren, Tim Bergling, beter bekend als Avicii.

## Carrière
Lidén begon in 1971 met acteren in de film Jonas, waarna zij nog meerdere rollen speelde in films en televisieseries. Zo is zij bekend van haar rol in de Zweedse soapserie Vänner och fiender, waar zij in 170 afleveringen speelde (1996). Zo speelde zij ook een terugkerende rol in de televisieseries Irene Huss (2007-2011) en Morden i Sandhamn (2010-2018). Lidén won in 2010 een Guldbagge Award voor haar rol in de film I taket lyser stjärnorna, in de categorie Beste Actrice in een Bijrol. 

## Filmografie
Uitgezonderd korte films.
- 2017 Rum 213 - als Hjördis
- 2016 Den sista cigarren - als Anneli
- 2013 Bäst före - als Karin
- 2013 Små citroner gula - als Maud
- 2012 Fjällbackamorden: I betraktarens öga - als Anita Vennerman
- 2011 Stockholm Östra - als moeder van Kattis
- 2009 Oskar, Oskar - als Ingrid
- 2009 Det enda rationella - als Gullan Almén
- 2009 I taket lyser stjärnorna - als oma Ingrid
- 2000 Födelsedagen - als moeder van Sandras
- 1997 Svenska hjältar - als Carita
- 1996 Vinterviken - als Lisbeth
- 1988 Allrakäraste syster - als mama
- 1988 Ingen kan älska som vi - als moeder van Annelie
- 1988 Friends - als de blonde
- 1985 Mitt liv som hund - als moeder van Ingemars
- 1984 Rosen - als Monica
- 1983 Mot härliga tider - als Yvonne
- 1982 En flicka på halsen - als Marie-Louise
- 1981 Kom igen nu'rå! - als Flickvännen
- 1980 Mannen som blev miljonär - als Anki
- 1980 Lämna mej inte ensam - als Pia
- 1979 Jag är med barn - als Lena
- 1976 Polare - als Lena Sjöberg
- 1971 Jonas - als Bibi

### Televisieseries
Uitgezonderd eenmalige gastrollen.
- 2017-2020 Sommaren med släkten - als Ingrid - 53 afl.
- 2010-2018 Morden i Sandhamn - als Margit - 19 afl.
- 2015 Modus - als Gunilla Larsson - 4 afl.
- 2007-2011 Irene Huss - als Yvonne Stridner - 12 afl.
- 2010 Kommissarie Winter - als Siv Winter - 4 afl.
- 2008 Kungamordet - als Hanna - 4 afl.
- 2002-2004 Skeppsholmen - als Karin Eldh - 51 afl.
- 2002 Familjen - als Fanny - 12 afl.
- 2002 Den 5:e kvinnan - als Yvonne Ander / Anna Ander - 4 afl.
- 1996 Vänner och fiender - als Karin Sundin - 170 afl.
- 1995 Tre kronor - als Läkaren - 2 afl.
- 1994 Den vite riddaren - als Linda Matthei - 4 afl.
- 1990-1991 Storstad - als Anita Lundström - 38 afl.